# Novem
Novem ist ein beim finnischen Spieverlag Tactic 2008 erschienenes Strategiespiel für 2 Spieler von Gil Druckman. In Deutschland wird das Spiel seit 2009 vom Giseh Verlag vertrieben. Die Spieldauer beträgt ca. 20 Minuten.

## Inhalt
- 1 Spielbrett
- 3 Spalten-Marker
- 3 Reihen-Marker
- 1 Angriffs-Marker
- 1 Spielregel (2 Seiten)

## Spielprinzip
Novem ist ein klassisches Taktikspiel für zwei Mitspieler. Auf dem Spielfeld liegen zwei mal neun Holzplättchen in drei Reihen und drei Spalten, auf denen die Zahlen von eins bis neun stehen. Gewonnen hat derjenige, der am Ende am meisten Punkte auf seinen gewonnenen Holzplättchen hat. Ein Spieler kontrolliert die Spalten, der andere die Reihen. Die Spieler greifen abwechselnd an – und das sieht so aus: Der Angreifer sucht sich ein Plättchen aus, das er gerne hätte. Gleichzeitig überlegt der Verteidiger, welches Plättchen der Angreifer wohl wählen wird. Dann nennt der Angreifer bspw. die Reihe, in der sein gewünschtes Plättchen liegt, der Verteidiger nennt die Spalte, die er ausgewählt hat. Nun bekommt der Angreifer das entsprechende Plättchen.

## Auszeichnungen
- Årets Spel 2008 (vuxenspel, deutsch: Erwachsenenspiel) in Schweden[1]